# Martin Engler (Musiker)

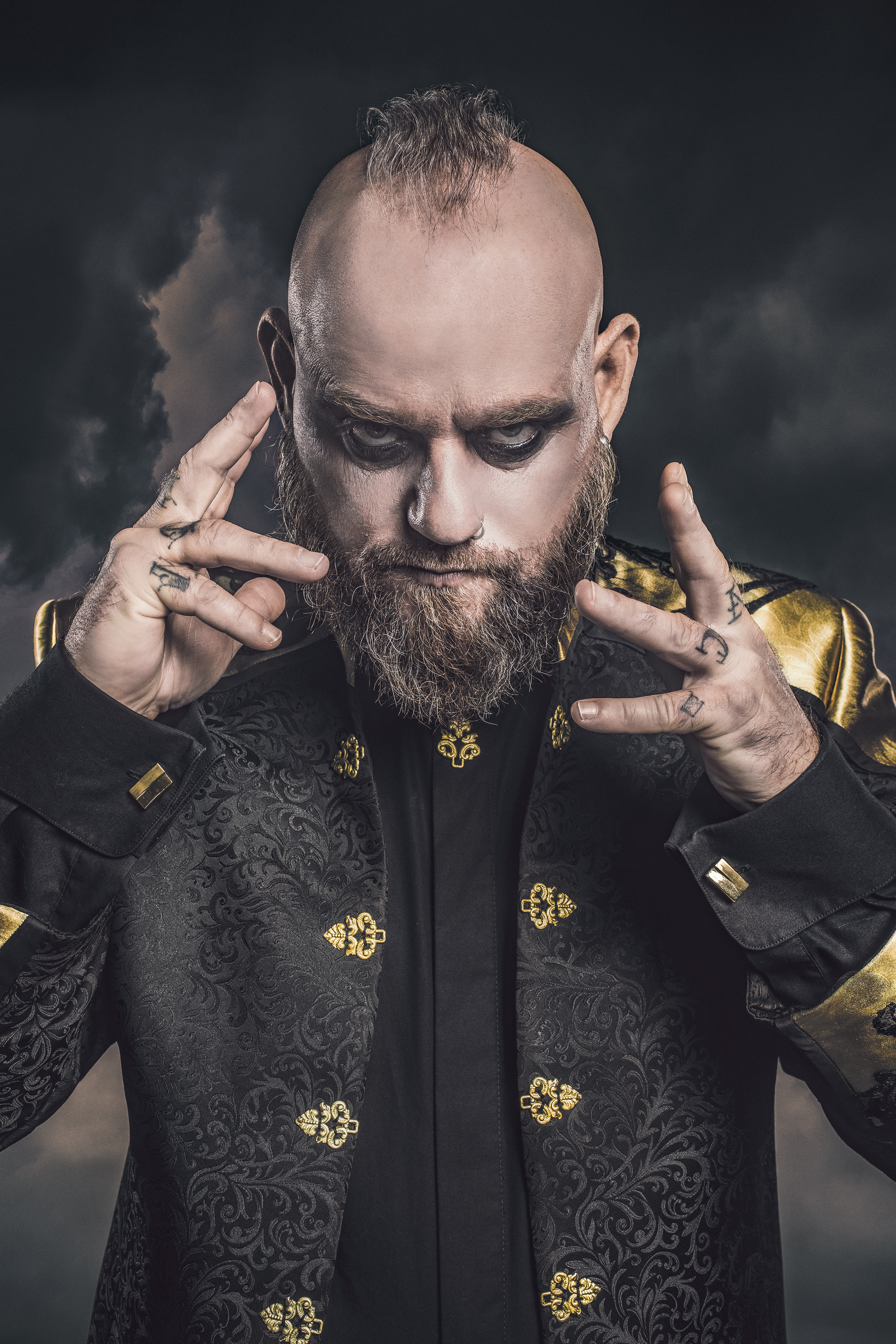
Martin Engler

Martin Engler (* 8. Oktober 1971 in Hamburg) ist ein deutscher Musiker, Komponist, Produzent und Sänger.

## Biografie
Martin Engler begann seine musikalische Ausbildung am Schlagzeug, lernte ab 1986 Klavier und Gitarre und ist eines von drei Gründungsmitgliedern der Band Mono Inc. Frühere Stationen waren 1993 Coracko, 1995 Stonewashed, 1996 bis 1998 die Bands Wild Thing und in den Jahren 2003 und 2004 Morris, für die Martin Engler bereits als Produzent tätig war, sowie die Vorgängerband von Mono Inc., genannt Mono69.

## Diskographie

### Alben
- 1992: Carocko  – A new virus spreads
- 1997: Wild Thing – Twang!, (Virgin Records)
- 2003: Mono Inc. – Head Under Water
- 2004: Mono Inc. – Head Under Water (Re-Release)
- 2004: Morris – The Right Thing
- 2007: Temple of the Torn
- 2008: Pain, Love & Poetry
- 2009: Voices of Doom
- 2011: Viva Hades
- 2012: After the War
- 2013: Nimmermehr
- 2015: Terlingua
- 2016: Mono Inc. Live
- 2017: Together Till the End
- 2018: Welcome to Hell
- 2019: Symphonic Live
- 2020: The Book of Fire
- 2021: Melodies in Black
- 2023: Ravenblack

## Weitere Produktionen
- 1997 Wild Thing – Twang!
- 2004 Morris – The Right Thing
- 2014 Joachim Witt – Neumond